# Syri magjik
Syri magjik (Ull màgic) és una pel·lícula germano-albanesa del 2005 dirigida per Kujtim Çashku, qui també va coescriure el guió.

## Argument
La pel·lícula té lloc durant la Revolució de les piràmides albanesa el 1997, quan una onada de disturbis arrasa pels carrers d'Albània. El fotògraf i cineasta retirat Petro viatja des de la seva Gjirokastra natal a Tirana per investigar un incident que va presenciar. Filmant esdeveniments a la seva ciutat natal amb la seva càmera, capta una escena en què un home gran mata la seva néta (amb un rifle que li regalen els periodistes de televisió) i després se suïcida. El reportatge d'aquest incident es mostra a la televisió en una versió manipulada. De camí cap a Tirana, per a la seva sorpresa, Petro utilitza un cotxe conduït pel càmera Berti, que va gravar la desafortunada imatge, i la seva xicota. Petro s'adona que la seva vida està en perill. Quan intenta presentar la seva pel·lícula al públic, s'assabenta que l'han robat. A partir d'aleshores, ell és l'únic testimoni de l'incident, i la premsa presenta una versió totalment diferent dels fets.

## Repartimentt
- Bujar Lako com a Petro
- Arta Dobroshi com a Viola
- Alban Ukaj com a Berti
- Timo Flloko com a Nika
- Mirjana Deti com a Leonora
- Ele Bardha com a Afrim
- Luan Bexheti com a Ben

## Premis
La pel·lícula va ser guardonada amb el premi a la millor pel·lícula, al millor actor i al Premi FIPRESCI al 29è Festival Internacional de Cinema del Caire. També va ser guardonat amb el Premi CEI al 18è Festival de Cinema de Trieste i la Palma de Bronze i la menció a la millor banda sonora i la millor fotografia a la XXVII edició de la Mostra de València.